# Neonesomia palmeri
Neonesomia palmeri là một loài thực vật có hoa trong họ Cúc. Loài này được (A.Gray) Urbatsch & R.P.Roberts mô tả khoa học đầu tiên năm 2004.